# Lică Movilă
Lică Movilă (Brăila, 21 ottobre 1961) è un ex calciatore rumeno, di ruolo centrocampista.